# Gomora
Gomora (ゴモラ Gomora) è un kaijū immaginario originariamente apparso nella serie tokusatsu Ultraman, durante la storyline di due episodi The Monster Prince (episodi 26-27). Da allora Gomora è diventato uno dei mostri più famosi e ricorrenti del franchise, ricomparendo in alcune delle serie seguenti e inoltre, Gomora ebbe il ruolo di eroe nella serie Ultra Galaxy Daikaiju Battle e il suo seguito Ultra Galaxy Daikaiju Battle NEO. Il soprannome di Gomora è Antico Mostro (古代怪獣 Kodai Kaijū).

## Ultraman (1966)
Caratteristiche
Nella prima serie, Gomora è un dinosauro vecchio di 150 milioni di anni che è scampato all'estinzione ibernandosi sotto terra. Venne trovato sull'Isola di Johnson. Gomora è alto 40 metri, lungo, dalla testa alla coda, oltre 80 metri e pesante 20 000 tonnellate.
Gomora è un mostro potente la cui forza fisica è seconda a quella di Zetton (mostro finale della prima serie di Ultraman).
La sua pelle è di colore marrone, ha due grandi corna ai lati della testa e uno piccolo sul naso, scaglie appuntite sul torso e una coda molto spessa che usa per colpire i nemici.
Gomora è un abile scavatore, da qui deriva il nome Gomora che deriva da Go Mole (non va confuso con Gomorra).
Storia
Il Professor Nakatani, aiutato dal membro della Pattuglia Scientifica Arashi, va in una spedizione scientifica all'Isola di Johnson, scoprendo che il leggendario mostro Gomora è ancora vivo e Nakatani decide di portare il kaiju in un museo per mostrarlo all'Esposizione Universale.
La Pattuglia Scientifica accetta l'incarico di trasportare Gomora nonostante il pericolo di portare una creatura gigantesca in un centro abitato.
Arashi addormenta Gomora con il dardo UNG e la Pattuglia trasporta il mostro con delle reti appese ai loro velivoli.
Ma Gomora si risveglia troppo presto a causa del cambiamento di clima fra quello dell'isola e quello Giappone e inizia ad agitarsi fino al punto di far sganciare le reti dai velivoli e cadere a terra.
Infuriato, Gomora si scatena sul monte Rokkò (il luogo dove è atterrato) e Ultraman, che è giunto al momento, non riesce a fermarlo e viene addirittura sconfitto. E inoltre, nel mezzo del combattimento, la Beta Capsule cade da Ultraman e viene raccolta da un bambino ammiratore del gigantesco supereroe.
Mentre Gomora continua la sua corsa, Hayata e la Pattuglia Scientifica cercano di fermarlo con la Mars 133, un'arma inventata da Ide, riuscendo a staccargli la coda.
Ma il kaiju fugge scavando sotto terra e riappare vicino al Castello di Osaka.
Il bambino ammiratore di Ultraman, restituisce la Beta Capsule a Hayata; Hayata dice al piccolo di nascondersi e usa la Beta Capsule per trasformarsi in Ultraman.
Stavolta, Ultraman riesce a uccidere Gomora e Hayata ricompensa il ragazzino dandogli una rice-trasmittente della Pattuglia Scientifica.
Come altri mostri popolari, Gomora ritornerà in alcune delle serie di Ultraman successive.

## Hanuman pob 7 yodmanud(1974)
La seconda apparizione di Gomora avviene nel film Thailandese co-prodotto con la Tsuburaya Hanuman pob 7 yodmanud.
In questo film, Gomora viene risvegliato dallo scontro fra una versione supereroisticha di Hanuman e altri quattro mostri.
Gomora venne in aiuto dei mostri e imprigionò Hanuman in una sfera di cristallo dopo che è stato battuto da Tyrant, Astromons, Dustpan e Dorobon.
Successivamente, i 6 Ultra Fratelli (Ultraman Hayata, Zoffy, Ultraseven, Ultraman Jack, Ultraman Ace e Ultraman Taro) vengono in soccorso di Hanuman mettendo in fuga Gomora.
Dopo che gli altri quattro mostri sono stati distrutti, Gomora ritorna in superficie dove venne malmenato dai sei Ultramen e da Hanuman per poi essere tagliato in due da una lama d'energia di Hanuman.

## Ultraman 80 (1980)
Una nuova versione di Gomora apparve nella serie di Ultraman 80 con il nome Gomora II (ゴモラII Gomora Tū).
Questo Gomora venne risvegliato dall'energia negativa del pianeta terra.
Dopo che la UGM (la squadra anti-mostri di questa serie) ha fallito vari tentativi di fermarlo, Arrivò Ultraman 80 ad affrontare il mostro.
Nonostante la grande potenza di Gomora II, Ultraman 80 riuscì a distruggerlo colpendolo alla testa con il suo Raggio Sakcium.
A differenza del primo Gomora, Gomora II ha quattro corna ai lati della testa e ha una varietà di attacchi energetici.

## Ultraman The Ultimate Hero/Ultraman Powered (1993)
In questa serie realizzata negli Stati Uniti, Gomora ha un ruolo simile a quello della prima serie, la differenza è che al posto di Osaka, la vicenda è ambientata a Los Angeles.
Dopo essere caduto durante il suo trasporto, Gomora si scatenò alla ricerca di acqua.
Dopo una breve battaglia con Ultraman Powered, Gomora muore per disidratazione e una statua dalle sue sembianze venne messa in un museo.

## Ultraman Max (2005)
In questa serie esistono due tipi di Gomora, detti Gomorasaurus: quelli di dimensioni umane dalla natura docile e quelli giganti che sono diventati più aggressivi con il passare del tempo dalla preistoria all'era moderna.
La squadra DASH si scontra con uno dei Gomora giganti che si rivela un osso duro.
Alla fine venne Ultraman Max che riuscì a sconfiggere il Gomora dopo avergli tagliato la coda.

## Ultraman Mebius(2006)
Dopo che Ultraman Mebius ha sconfitto il mostro Red King, Gadiba, una oscura entità creata dall'alieno Yapool, entra dentro il corpo di Red King, trasformandolo in Gomora.
Il più potente Gomora, riuscì a indebolire Mebius ma venne poi distrutto dagli sforzi combinati di Mebius e della squadra GUYS.

## Ultra Galaxy Daikaiju Battle (2007)
Per la prima volta, Gomora è dalla parte degli eroi (e capace di sparare un potente raggio dal corno nasale e, trafiggendo i nemici con il corno nasale, può sovraccaricarli di energia fino a farli esplodere), come mostro appartenente a un alieno Reiblood dall'aspetto umano di nome Rei.
Dopo essersi unito alla squadra di esploratori spaziali ZAP, Rei usa Gomora per difendere i suoi compagni dagli attacchi di altri kaiju.
In questa serie il suo primo grande nemico è Red King.
Rei viene sfidato da una aliena di nome Kate che usa un King Joe (mostro robotico originariamente apparso in Ultraseven) nero.
Rei usa anche altri mostri: Litra (uccello gigante della serie Ultra Q) ed Eleking (mostro elettrico della serie Ultraseven).
Durante il finale, Rei si trasforma in Reimon e Gomora diventa Ex Gomora che distrugge lo Zetton e il King Joe nero di Kate.

## Ultra Galaxy Daikaiju Battle NEO (2008)
Come nella serie precedente, Gomora ha un ruolo eroico come mostro appartenente a Rei. Giunti su un nuovo pianeta, la squadra di esploratori spaziali ZAP ha a che fare con nuove minacce, incluso un gruppo di alieni chiamati i Reionyx Hunters, un Reionix umano arrogante di nome Grande e alieni classici di Ultraman che portano dei Battle Nizers (strumenti dove vengono tenuti i mostri, un po' come le Poke Ball) come quello di Rei.
Durante la serie, Rei prova dei momenti di esplosioni di rabbia e adrenalina che rendono lui e Gomora più forti ma gli dà una forma incontrollabile chiamata Burst Mode, dove Rei e Gomora diventano di colore rosso, dandogli il nome di Reionic Burst Gomora. Alla fine, Rei riesce a controllare questo nuovo potere e a usarlo a suo vantaggio.